# Matraz de Claisen

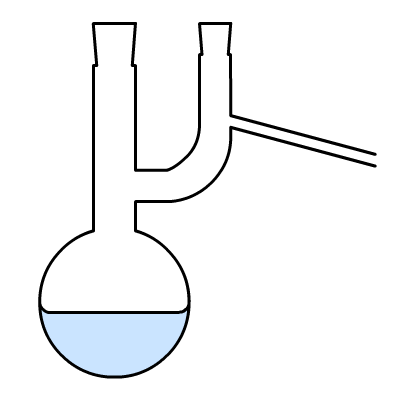
Matraz de Claisen

El matraz Claisen es un matraz de vidrio con un tubo de desprendimiento lateral, utilizado para destilar diferentes líquidos.
Es un tubo que tiene 2 bocas ya que se le puede acoplar un termómetro. Este matraz tiene la ventaja de disminuir al mínimo el riesgo de que el líquido caiga sobre el destilado arrastrado por salpicaduras.
- Datos: Q4227579